# Cap (roi légendaire)
Pour les articles homonymes, voir Cap.
Cap est un roi légendaire du royaume de l'île de Bretagne (actuelle Grande-Bretagne), qui est mentionné par Geoffroy de Monmouth dans son Historia regum Britanniae (vers 1135).

## Contexte
Cap ou Caph est selon   Geoffroy de Monmouth le  14e des 25 souverains qui règnent entre la mort de Katellus [Cadell ap Geraint] et Heli [Beli Mawr]. Il succède à  Bledudo [Bleiddud] et il a comme successeur  Oenus [Owain] Le Brut y Brenhinedd le nomme Caph ou Caff

## Sources
- Geoffroy de Monmouth Histoire des rois de Bretagne, traduit et commenté par Laurence Mathey-Maille, Édition Les belles lettres, coll. « La roue à livres », Paris, 2004,  (ISBN 2-251-33917-5)
- (en) Peter Bartrum, A Welsh classical dictionary: people in history and legend up to about A.D. 1000, Aberystwyth, National Library of Wales, 1993, p. 102 CAFF (CAPH). Fictitious king of Britain. (Second century B.C.)